# Росташевка
Росташевка — посёлок в Панинском районе Воронежской области. Входит в состав Росташевского сельского поселения.

## География
Посёлок находится в северной части Воронежской области, у притока реки Икорец.

### Часовой пояс
Посёлок Росташевка, как и вся Воронежская область, находится в часовой зоне МСК (московское время). Смещение применяемого времени относительно UTC составляет +3:00.

## Население
| 2000 | 2005 | 2010 |
| ---- | ---- | ---- |
| 111  | ↘84  | ↘53  |

## Улицы
В посёлке имеются две улицы: Колхозная и Центральная.

## Галерея

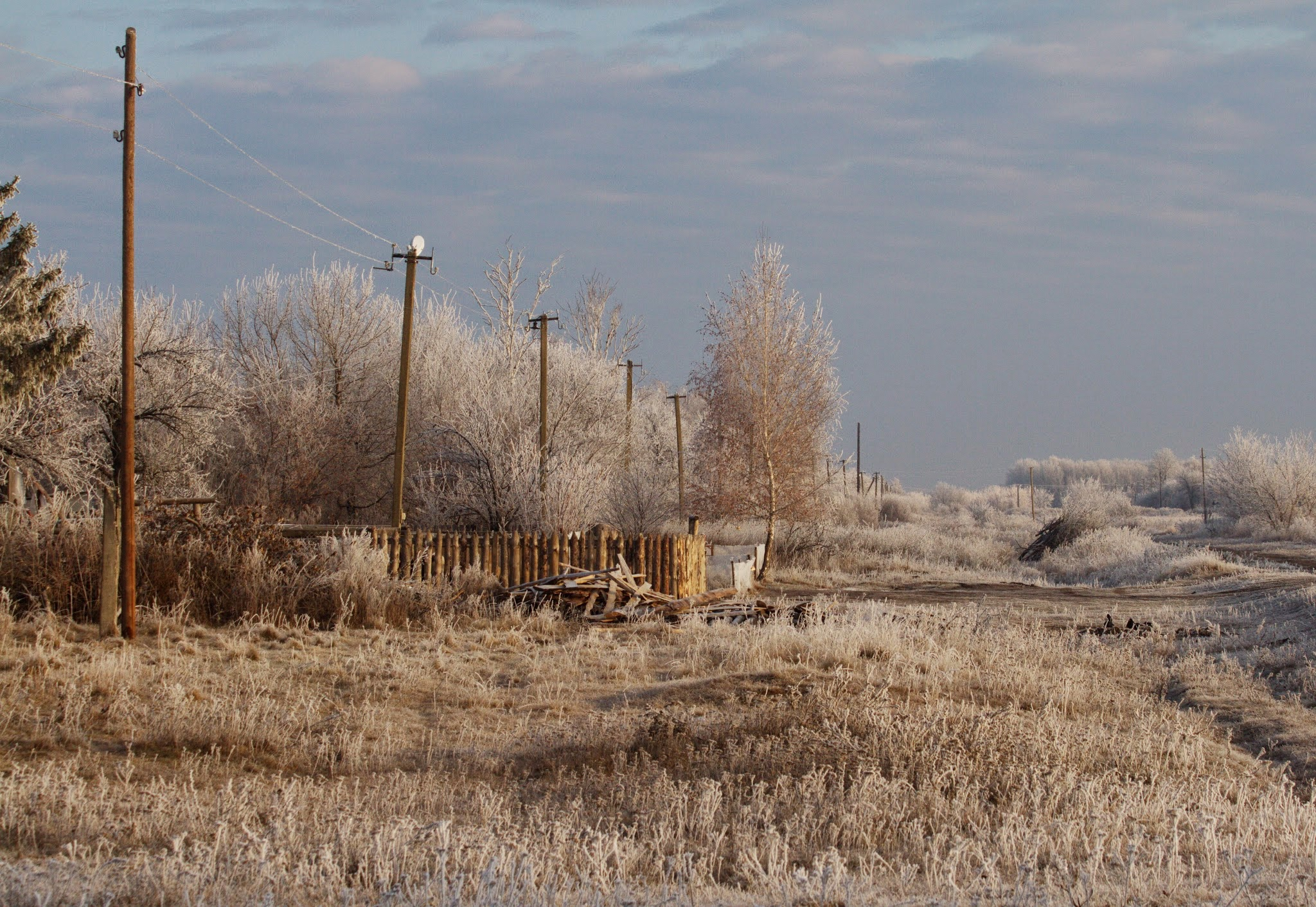
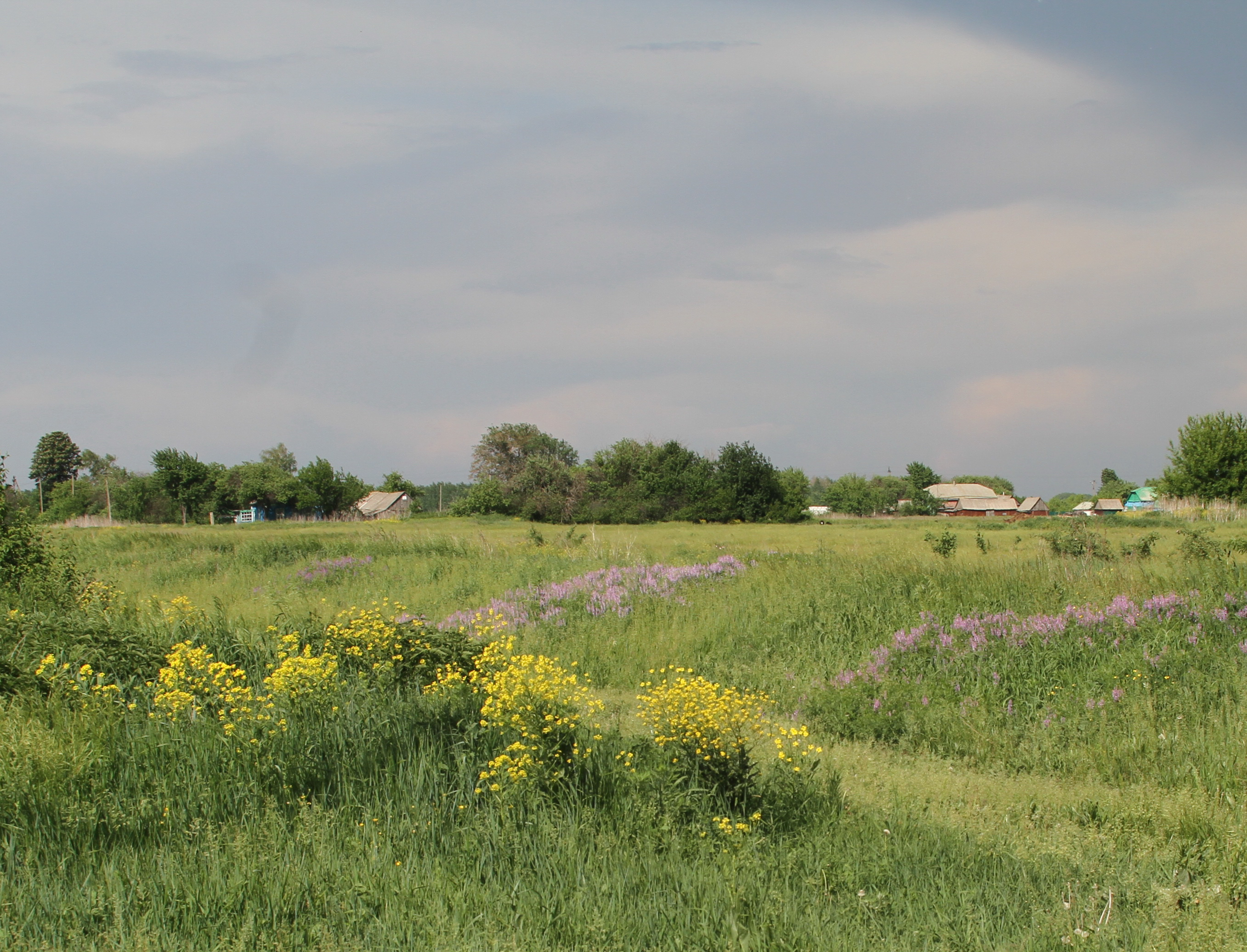
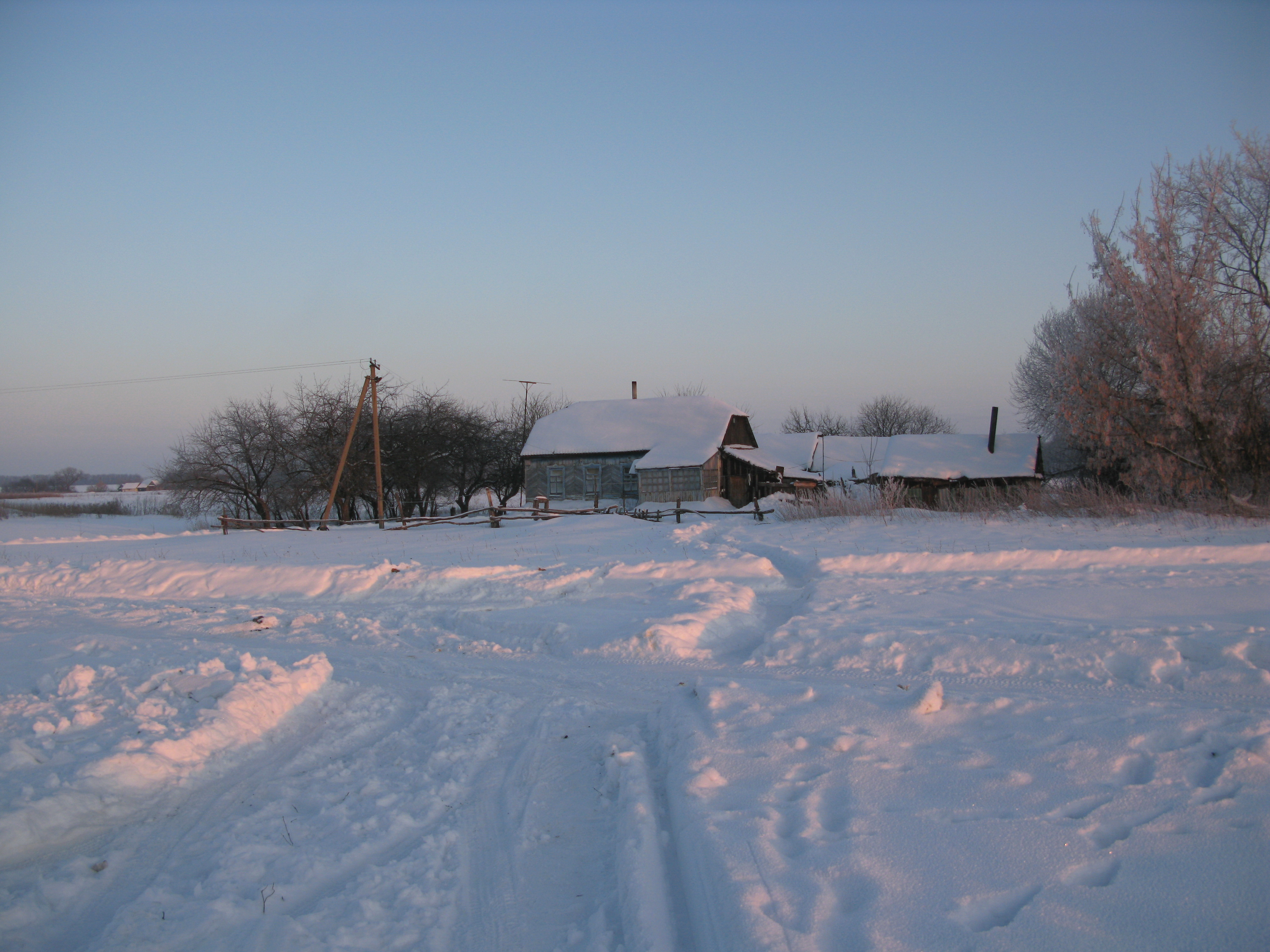
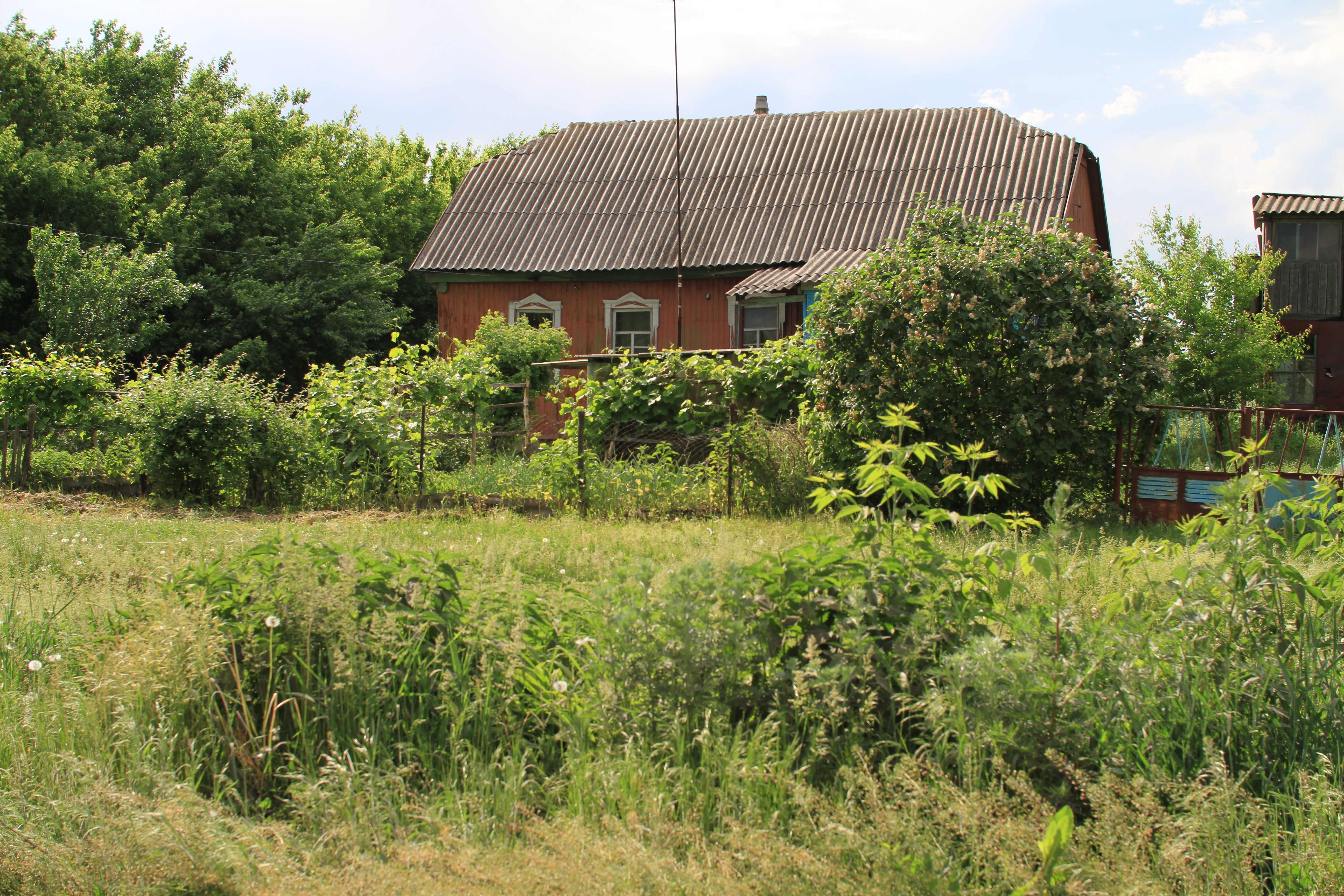
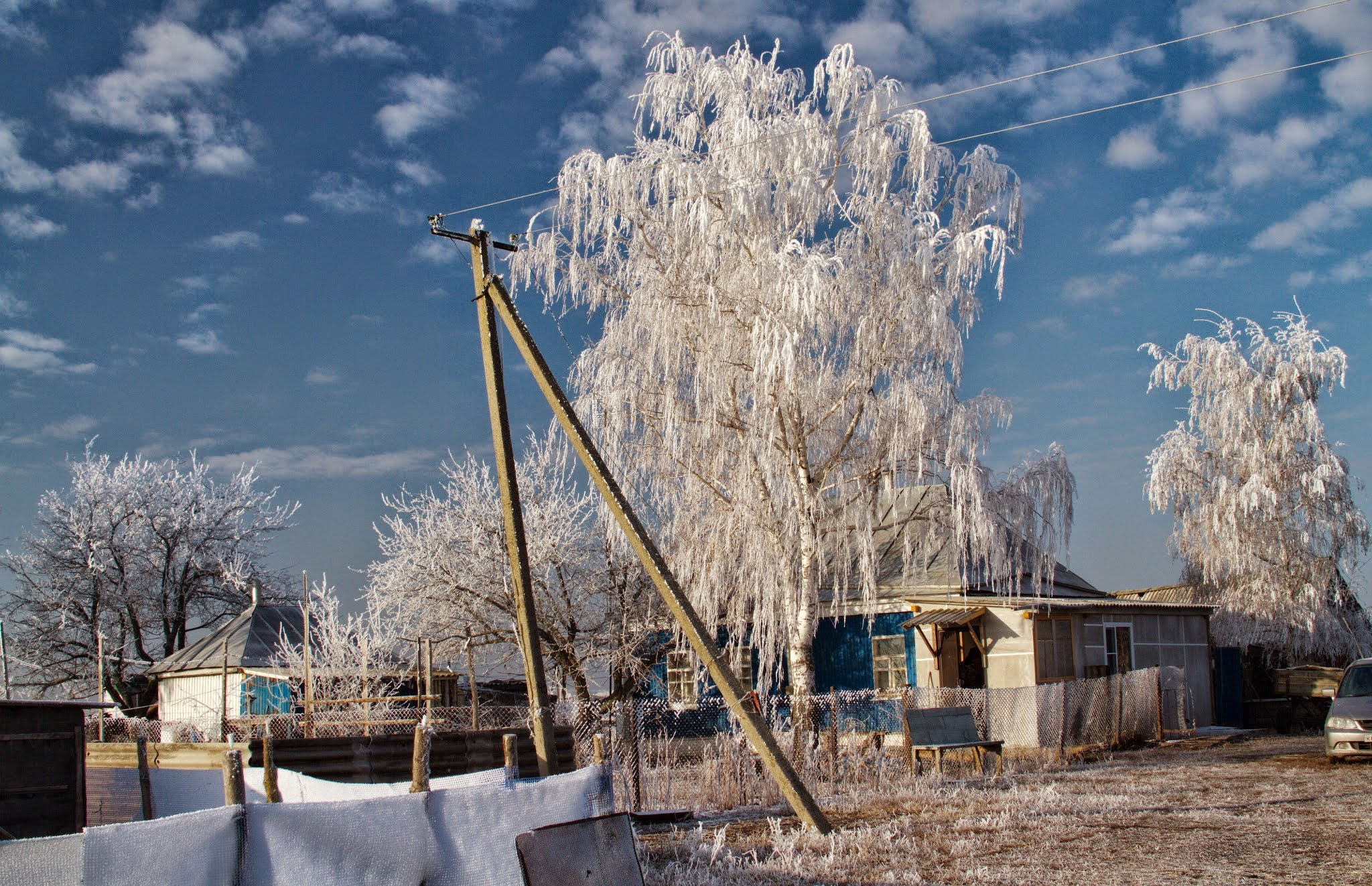